# Волейбол на летните олимпийски игри 1980
Волейболните турнири през Летните олимпийски игри 1980 в Москва се провеждат от 20 юли до 1 август на Малая спортивная арена (МСА) и в универсалната спортна зала „Дружба“ на Централния стадион „В. И. Ленина“ (сега „Лужники“). Победители и при мъжете и при жените са отборите на СССР. Част от класираните отбори се отказват от участие на Олимпиадата заради бойкот на игрите.

## Състезания
Раздават се два комплекта медали в следните състезания:
- Волейбол мъже (10 отбора)
- Волейбол жени (8 отбора)

## Участници

### Мъже
СССР – домакин;
Полша – Олимпийски шампион от 1976 година;
Италия – класирана по резултатите на световното първенство от 1978 година (2 място);
Югославия, Куба, Бразилия – класирани по резултатите на континенталните първенства от 1979 година;
България, Румъния – от олимпийски квалификации;
Чехословакия – от олимпийски квалификации (вместо отказалия се от участие Китай);
Либия – (вместо отказалия се от участие Тунис).

### Жени
СССР – домакин;
Куба – световен шампион от 1978 година;
ГДР, Перу – континентални шампиони за 1979 година;
Румъния – квалификация;
България, Бразилия, Унгария – (вместо отказалите се от участие Япония, Китай и САЩ).

## Медалисти
| Дисциплина   | Злато | Сребро | Бронз |
| ------------ | --- | --- | --- |
| Мъже детайли | СССР Владимир Дорохов Александр Ермилов Вячеслав Зайцев Владимир Кондра Валерий Кривов Фёдор Лащенов Вильяр Лоор Олег Молибога Юрий Панченко Александр Савин Павел Селиванов Владимир Чернышьов          | България Стоян Гунчев Христо Стоянов Димитър Златанов Димитър Димитров Стефан Димитров Йордан Ангелов Христо Илиев Петко Петков Каспар Симеонов Емил Вълчев Митко Тодоров Цано Цанов | Румъния Корнелиу Орос Лауренцу Думеною Дан Гърляну Нику Стоян Сорин Макавей Константин Стеря Николае Поп Гюнтер Енеску Валер-Корнелиу Кифу Мариус Ката-Китига Флорин Мина Виорел Маноле                     |
| Жени детайли | СССР Елена Андреюк Елена Ахаминова Светлана Бадулина Любовь Козырева Лидия Логинова Ирина Макогонова Светлана Никишина Лариса Павлова Надежда Радзевич Наталья Разумова Ольга Соловова Людмила Чернышёва | ГДР Катарина Булин Анке Вестендорф Уте Кострцева Кристин Валтер-Мумхардт Хайке Леманн Карин Пюшел Карла Рофайс Бригите Фетцер Андреа Хайм Мартина Шмидт Анете Шулц Барбара Чекалла   | България Таня Димитрова Валентина Харалампиева Силвия Петрунова Анка Узунова Верка Стоянова Румяна Каишева Мая Георгиева Таня Гогова Цветана Божурина Росица Димитрова Маргарита Герасимова Галина Станчева |